# Ride Clear of Diablo
Ride Clear of Diablo (Brasil: Traição Cruel / Portugal: Vidas Turbulentas) é um filme estadunidense de 1954 do gênero faroeste, dirigido por Jesse Hibbs e estrelado por Audie Murphy e Susan Cabot.
O filme tem sido bem visto pela crítica, que louva a inteligência do roteiro e a beleza da fotografia.
Apesar de ser o terceiro nome do elenco, o filme é dominado por Dan Duryea, no papel do cínico e sarcástico pistoleiro Whitey Kincade, que rouba todas em cenas em que aparece.
A dupla central já se encontrara anteriormente em The Duel at Silver Creek e Gunsmoke.

## Sinopse
Clay O'Meara trabalha na ferrovia em Denver. Quando seu pai e seu irmão são mortos e o gado roubado, ele sai à procura dos responsáveis. Ele se torna ajudante do xerife (corrupto, descobre-se) e recebe auxílio do proscrito Whitey Kincaid, que havia sido contratado para matá-lo.

## Elenco
| Ator/Atriz      | Personagem          |
| --------------- | ------------------- |
| Audie Murphy    | Clay O'Meara        |
| Susan Cabot     | Laurie Kenyon       |
| Dan Duryea      | Whitey Kincade      |
| Abbe Lane       | Kate                |
| Russell Johnson | Jed Ringer          |
| Paul Birch      | Fred Kenyon         |
| William Pullen  | Tom Meredith        |
| Jack Elam       | Tim Lowerie         |
| Denver Pyle     | Reverendo Moorehead |